# België op de Europese Spelen 2015
België was een van de deelnemende landen aan de Europese Spelen 2015 in Bakoe, Azerbeidzjan van 12 tot 28 juni.

## Medailleoverzicht
| Sport                   | Sporter(s)                                     | Onderdeel                 | Medaille |
| ----------------------- | ---------------------------------------------- | ------------------------- | -------- |
| Acrobatische gymnastiek | Kaat Dumarey Julie Van Gelder Ineke Van Schoor | allround trio (v)         | Goud     |
| Acrobatische gymnastiek | Kaat Dumarey Julie Van Gelder Ineke Van Schoor | balanscompetitie trio (v) | Goud     |
| Acrobatische gymnastiek | Kaat Dumarey Julie Van Gelder Ineke Van Schoor | tempocompetitie trio (v)  | Goud     |
| Judo                    | Charline Van Snick                             | -48 kg (v)                | Goud     |
|                         |                                                |                           |          |
| Acrobatische gymnastiek | Solano Cassamajor Yana Vastavel                | allround duo (g)          | Zilver   |
| Acrobatische gymnastiek | Solano Cassamajor Yana Vastavel                | balanscompetitie duo (g)  | Zilver   |
| Acrobatische gymnastiek | Solano Cassamajor Yana Vastavel                | tempocompetitie duo (g)   | Zilver   |
| Badminton               | Lianne Tan                                     | enkelspel (v)             | Zilver   |
|                         |                                                |                           |          |
| Taekwondo               | Si Mohamed Ketbi                               | -58 kg (m)                | Brons    |
| Judo                    | Toma Nikiforov                                 | -100 kg (m)               | Brons    |
| Judo                    | Dirk Van Tichelt                               | -73 kg (m)                | Brons    |

## Deelnemers en resultaten
(g) = gemengd, (m) = mannen, (v) = vrouwen 

### Badminton
| Sporter                         | Onderdeel      | Resultaat   | Prestatie |
| ------------------------------- | -------------- | ----------- | --- |
| Yuhan Tan                       | enkelspel (m)  | kwartfinale | groepsfase: groep A (2e) wedstrijd 1: gewonnen van Gergely Krausz 0-2 (21-15, 21-13) wedstrijd 2: verloren van Scott Evans 1-2 (21-14, 13-21, 13-21) wedstrijd 3: gewonnen van Georgios Charalamlbidis 2-0 (21-10, 21-12) achtste finale: gewonnen van Michal Rogalski 2-0 (21-11, 21-16) kwartfinale: verloren van Kestutis Navickas 0-2 (14-21, 6-21) |
| Matijs Dierickx Freek Golinski  | dubbelspel (m) | kwartfinale | groepsfase: groep D (1e) wedstrijd 1: gewonnen van Lilijan Michajlov en Michail Michajlov 2-0 (21-6, 21-15) wedstrijd 2: gewonnen van Gennadiy Natarov en Artem Pochtarev 2-0 (23-21, 22-20) wedstrijd 3: gewonnen van Milosz Bochat en Pawel Pietryja 2-0 (21-16, 22-20) kwartfinale: verloren van Joshua Magee en Sam Magee 1-2 (21-23, 21-19, 15-21) |
|                                 |                |             | |
| Lianne Tan                      | enkelspel (v)  | Zilver      | groepsfase: groep F (2e) wedstrijd 1: gewonnen van Kristine Sefere 2-0 (21-11, 21-8) wedstrijd 2: gewonnen van Kati Tolmoff 2-1 (17-21, 21-12, 21-13) wedstrijd 3: verloren van Chloe Magee 1-2 (21-11, 20-22, 12-21) achtste finale: gewonnen van Kristina Gavnholt 2-0 (21-16, 21-18) kwartfinale: gewonnen van Delphine Lansac 2-1 (16-21, 21-16, 21-15) halve finale: gewonnen van Clara Azurmendi 2-1 (16-21, 21-19, 21-13) finale: verloren van Line Kjaersfeldt 1-2 (21-18, 19-21, 9-21) |
| Steffi Annys Flore Vandenhoucke | dubbelspel (v) | kwartfinale | groepsfase: groep A (2e) wedstrijd 1: gewonnen van Ieva Pope en Kristine Sefere 2-0 (21-13, 21-17) wedstrijd 2: verloren van Gabriele Stoeva en Stefani Stoeva 0-2 (7-21, 11-21) wedstrijd 3: gewonnen van Natalya Voytsekh en Yelyzaveta Zharka 2-0 (21-18, 21-17) kwartfinale: verloren van Lena Grebak en Maria Helsbol 1-2 (21-14, 12-21, 10-21) |
|                                 |                |             | |
| Steffi Annys Floris Oleffe      | dubbelspel (g) | groepsfase  | groepsfase: groep B (4e) wedstrijd 1: verloren van Oliver Schaller en Celine Burkart (21-13, 21-23, 23-25) wedstrijd 2: verloren van Vitalij Doerkin en Nina Vislova (5-21, 8-21) wedstrijd 3: verloren van Pawel Pietryja en Aneta Wojtkowska (17-21, 10-21) |

### Basketbal
| Sporter                                                          | Onderdeel | Resultaat   | Prestatie |
| ---------------------------------------------------------------- | --------- | ----------- | --- |
| Nick Celis Anthony Chada Domien Loubry Thierry Marien            | 3x3 (m)   | 8ste finale | groepsfase: groep B (3de) wedstrijd 1: verloren van Rusland 12-21 wedstrijd 2: gewonnen van Turkije 21-20 wedstrijd 3: verloren van Spanje 13-20 achtste finale: verloren van Griekenland 12-21 |
| Hind Ben Abdelkader Sara Leemans Anne-Sophie Strubbe Ann Wauters | 3x3 (v)   | 8ste finale | groepsfase: groep B (3de) wedstrijd 1: gewonnen van Turkije 19-9 wedstrijd 2: verloren van Tsjechië 15-19 wedstrijd 3: verloren van Oekraïne 12-17 achtste finale: verloren van Slovenië 11-14  |

### Boksen
| Sporter            | Onderdeel                  | Resultaat  | Prestatie                                     |
| ------------------ | -------------------------- | ---------- | --------------------------------------------- |
| Dodji Kodjo Ayigah | vlieggewicht [-52 kg] (m)  | Ronde 1/16 | 1/16e finale: verloren van Viliam Tanko 0-3   |
| Anas Messaoudi     | weltergewicht [-69 kg] (m) | Ronde 1/32 | 1/32e finale: verloren van Vasilii Belous 1-2 |

### Boogschieten
| Sporter         | Onderdeel       | Resultaat | Prestatie |
| --------------- | --------------- | --------- | --- |
| Robin Ramaekers | individueel (m) | 17        | plaatsingsronde: 661 punten (21e) 1/32e finale: gewonnen van Fatih Bozlar (6-4) 1/16e finale: verloren van Miguel Alvarino Garcia (0-6) |

### Gymnastiek
Acrobatische gymnastiek
| Sporter                                        | Onderdeel                 | Resultaat | Prestatie |
| ---------------------------------------------- | ------------------------- | --------- | --- |
| Kaat Dumarey Julie Van Gelder Ineke Van Schoor | allround trio (v)         | Goud      | kwalificatie: 57,820 punten (1e) balansoefening: 29,090 punten tempo-oefening: 28,730 punten finale: 86,480 punten (1e) kwalificatie: 57,820 punten combinatie-oefening: 28,660 punten |
| Kaat Dumarey Julie Van Gelder Ineke Van Schoor | balanscompetitie trio (v) | Goud      | kwalificatie: 29,090 punten (1e) finale: 28,700 punten (1e) |
| Kaat Dumarey Julie Van Gelder Ineke Van Schoor | tempocompetitie trio (v)  | Goud      | kwalificatie: 28,730 punten (2e) finale: 28,480 punten (1e) |
|                                                |                           |           | |
| Solano Cassamajor Yana Vastavel                | allround duo (g)          | Zilver    | kwalificatie: 57,520 punten (2e) balansoefening: 28,930 punten tempo-oefening: 28,590 punten finale: 86,180 punten (2e) kwalificatie: 57,520 punten combinatie-oefening: 28,660 punten |
| Solano Cassamajor Yana Vastavel                | balanscompetitie duo (g)  | Zilver    | kwalificatie: 28,930 punten (2e) finale: 28,930 punten (2e) |
| Solano Cassamajor Yana Vastavel                | tempocompetitie duo (g)   | Zilver    | kwalificatie: 28,590 punten (2e) finale: 28,690 punten (2e) |

### Kanovaren
| Sporter              | Onderdeel       | Resultaat | Prestatie                                                                 |
| -------------------- | --------------- | --------- | ------------------------------------------------------------------------- |
| Lize Broekx          | K1 - 500 m (v)  | 13e       | serie: 4e in 1:55.356 halve finale: 8e in 1:53.113 finale: 4e in 2:08.829 |
| Lize Broekx          | K1 - 5000 m (v) | 6e        | finale: 6e in 23:30.600                                                   |
| Jonathan Delombaerde | K1 - 200 m (m)  | 9e        | serie: 4e in 35.891 halve finale: 2e in 34.997 finale: 9e in 36.850       |
| Laurens Pannecoucke  | K1 - 1000 m (m) | 12e       | serie: 4e in 3:39.673 halve finale: 5e in 3:29.689 finale: 3e in 3:36.092 |
| Laurens Pannecoucke  | K1 - 5000 m (m) | 8e        | finale: 8e in 21:29.569                                                   |

### Schermen
| Sporter              | Onderdeel              | Resultaat      | Prestatie |
| -------------------- | ---------------------- | -------------- | --- |
| Alexandra Gevaert    | sabel individueel (v)  | 6de in groep D | groepsfase: groep F (6de) wedstrijd 1: verloren van Sevil Bunyatova 3-5 wedstrijd 2: verloren van Aliya Itzkovitz 2-5 wedstrijd 3: verloren van Olga Shovnir 1-5 wedstrijd 4: verloren van Bianca Pascu 2-5 |
| Delphine Groslambert | floret individueel (v) | 1/32e finale   | groepsfase: groep D (3de) wedstrijd 1: verloren van Alice Volpi 1-5 wedstrijd 2: gewonnen van Franziska Schmitz 5-1 wedstrijd 3: verloren van Iram Karamete 1-5 wedstrijd 4: gewonnen van Gaelle Gebet 5-2 wedstrijd 5: gewonnen van Marcela Dajcic 5-2 1/32e finale: wedstrijd 1: verloren van Carolina Erba 4-15                                                                    |
| Seppe van Holsbeke   | sabel individueel (m)  | 1/16e finale   | groepsfase: groep C (1ste) wedstrijd 1: gewonnen van Madalin Bucur 5-3 wedstrijd 2: gewonnen van Ilya Motorin 5-0 wedstrijd 3: verloren van Martin Singer 4-5 wedstrijd 4: gewonnen van Giovanni Repetti 5-4 wedstrijd 5: gewonnen van Andriy Yagodka 3-5 1/32e finale: wedstrijd 1: gewonnen van Matthias Willau 15-8 1/16e finale: wedstrijd 1: verloren van Fernando Casares 14-15 |

### Wielersport
BMX
| Sporter              | Onderdeel | Resultaat | Prestatie |
| -------------------- | --------- | --------- | --------- |
| Ghinio van de Weyer  | BMX (m)   | 24ste     | 41,668    |
| Jone VanGoidsenhoven | BMX (v)   | -         | DNS       |
| Elke Vanhoof         | BMX (v)   | 7de       | 51,360    |

Mountainbike
| Sporter     | Onderdeel        | Resultaat | Prestatie |
| ----------- | ---------------- | --------- | --------- |
| Jeff Luyten | crosscountry (m) | -         | DNF       |
| Sven Nys    | crosscountry (m) | 23e       | 1:52:31   |

Wegwielrennen
| Sporter           | Onderdeel   | Resultaat | Prestatie           |
| ----------------- | ----------- | --------- | ------------------- |
| Tiesj Benoot      | wegrit (m)  | -         | DNF                 |
| Tom Boonen        | wegrit (m)  | 6e        | 5:27:29 (+4")       |
| Jessie Daams      | wegrit (v)  | 16e       | 3:25:53 (+5'17)     |
| Bart De Clercq    | wegrit (m)  | 43e       | 5:33:56 (+6'31)     |
| Sophie De Vuyst   | wegrit (v)  | 12e       | 3:25:53 (+5'17)     |
| Kelly Druyts      | wegrit (v)  | 43e       | 3:34:09 (+13'33)    |
| Ann-Sophie Duyck  | tijdrit (v) | 7e        | 34:05.21 (+1'38.34) |
| Ann-Sophie Duyck  | wegrit (v)  | 48e       | 3:34:09 (+13'33)    |
| Kaat Hannes       | wegrit (v)  | 51e       | 3:34:09 (+13'33)    |
| Jens Keukeleire   | wegrit (m)  | 19e       | 5:28:26 (+1'01)     |
| Stijn Vandenbergh | wegrit (m)  | -         | DNF                 |
| Maarten Wynants   | wegrit (m)  | -         | DNF                 |

### Zwemmen
| Sporter                                                                        | Onderdeel                                | Resultaat | Prestatie |
| ------------------------------------------------------------------------------ | ---------------------------------------- | --------- | --------- |
| Basten Caerts                                                                  | finale 100 m schoolslag (m)              | 6e        | 1:02.28   |
| Basten Caerts                                                                  | finale 200 m schoolslag (m)              | 6e        | 2:14.20   |
| Lotte Goris                                                                    | finale 100 m vrije slag (v)              | 6e        | 57.12     |
| Lotte Goris                                                                    | finale 400 m wisselslag (v)              | 7e        | 4:54.48   |
| Alexis Borisavljevic Valentin Borisavljevic Thomas Thijs Dries Vangoetsenhoven | finale 4x 100 m vrije slag aflossing (m) | 7e        | 3:24.18   |
| Alexis Borisavljevic Valentin Borisavljevic Thomas Thijs Alexander Trap        | finale 4x 200 m vrije slag aflossing (m) | 6e        | 7:26.95   |
| Dries Vangoetsenhoven                                                          | finale 100 m vlinderslag (m)             | 8e        | 54.16     |

Albanië · Andorra · Armenië · Azerbeidzjan · België · Bosnië en Herzegovina · Bulgarije · Cyprus · Denemarken · Duitsland · Finland · Frankrijk · Georgië · Griekenland · Groot-Brittannië · Hongarije · Ierland · IJsland · Israël · Italië · Kosovo · Kroatië · Letland · Litouwen · Luxemburg · Macedonië · Moldavië · Monaco · Montenegro · Nederland · Noorwegen · Oostenrijk · Polen · Portugal · Roemenië · Rusland · San Marino · Servië · Slovenië · Slowakije · Spanje · Tsjechië · Turkije · Oekraïne · Wit-Rusland · Zweden · Zwitserland